# Фёдорова, Мария Матвеевна
Мари́я Матве́евна Фёдорова (1876, село Уварово Борисоглебского уезда Тамбовской губернии — 14 июня 1908, Воронеж) — российская террористка, член боевой организации партии социалистов-революционеров, совершившая 23 апреля 1908 года покушение на воронежского губернатора Михаила Михайловича Бибикова. Последняя женщина, казнённая в Российской империи.

## Биография
Родилась в 1876 году в крестьянской семье. По собственным словам, работала учительницей в земской школе одного из сёл Саратовской губернии, откуда была уволена по распоряжению губернатора Петра Аркадьевича Столыпина. В дальнейшем работала учительницей Закона Божьего в посёлке Зубриловке Хопёрского округа Области Войска Донского. Вступила в Партию социалистов-революционеров («эсеров»), была членом её боевой организации.
23 апреля 1908 года Фёдорова совершила покушение на воронежского губернатора Михаила Михайловича Бибикова. Около 11:30 минут, когда губернатор в своём экипаже направлялся по Большой Дворянской улице на церковную службу в Благовещенский Митрофанов монастырь, Мария бросила под колёса кареты бомбу. Согласно полицейскому донесению, «Взрыв был слышен во всех частях города, сила его была настолько сильна, что на месте падения бомбы в мостовой образовалась воронка, диаметром до 1/2 аршина. От сотрясения воздуха в прилегающих зданиях Духовной Семинарии, Веселовского, Сомовых, Мариинской гимназии и Веретенниковых перебиты стекла». Однако сам губернатор не только остался жив, но и отделался лишь незначительными травмами левой ноги, уха и правой щеки. Находившаяся в карете вместе с губернатором его супруга отделалась контузией ноги и ушибом поясницы. Кроме того, лёгкие травмы получили шестеро прохожих, среди которых трое детей. Сильнее всех пострадала сама Фёдорова — от осколков бомбы она получила множественные ранения в нижней части живота, паху и на ногах.
Сразу после покушения раненая террористка была задержана. Сперва она отказывалась называться, лишь заявив, что является членом боевой организации эсеров и что она бросила бомбу, выполняя постановление своей партии, «за страдающий народ». Поскольку проводившие допрос настаивали на том, что задержанная должна назвать своё имя, Фёдорова всё же иронически представилась, назвавшись Татьяной Лариной — под этим именем она и была записана при помещении в воронежскую тюрьму. Тем не менее, следствию удалось достаточно быстро установить её настоящее имя и некоторые подробности биографии. Фёдорова была помещена в одиночную камеру, где находилась под постоянным присмотром сиделки-надсмотрщицы. Ей удалось связаться со своими остававшимися на воле товарищами и попросить передать ей цианистый калий, при помощи которого она хотела покончить с собой и положить конец своим страданиям от полученных при покушении ран. Каким-то образом яд был ей передан, однако Мария им так и не воспользовалась — его кристаллы были найдены в её бинтах уже после казни.
20 мая 1908 года в здании воронежской тюрьмы заседал военно-окружной суд, приговоривший Фёдорову к смертной казни через повешение. Приговор был подтверждён московским генерал-губернатором Сергеем Константиновичем Гершельманом, и 14 июня того же года террористка была повешена во дворе тюрьмы. По некоторым сведениям, приговор привёл в исполнение лично начальник тюрьмы А. И. Дикарев. Место захоронения Фёдоровой неизвестно, предположительно её тело было закопано во дворе тюрьмы или в безымянной яме на городском кладбище. Мария Фёдорова была последней женщиной, казнённой в Российской империи.
Пропаганда эсеров воспользовалась казнью Фёдоровой как поводом для агитации: уже в июне была опубликована тиражом 3,5 тысячи экземпляров пространная прокламация. Через месяц отредактированный вариант одного из писем, отправленных террористкой из тюрьмы, был отпечатан тиражом 5 тысяч экземпляров под заголовком «Письмо Марии Матвеевны к крестьянам». Нелегальные эсеровские газеты публиковали многочисленные материалы, прославлявшие казнённую. Широко распространялись фотографии Фёдоровой.